# Manipulation boursière
Une manipulation boursière est une manipulation des cours des marchés financiers par différentes techniques. Il s'agit d'un délit qui s'apparente à une escroquerie. Ces manipulations sont traquées par les autorités surveillant les marchés financiers, telle que l'AMF en France, et réprimées par le droit boursier.

## Typologie
Une manipulation boursière peut être de différents types.
- Une manipulation de cours. Il s'agit par exemple d'achats massifs pour les faire monter ou baisser en donnant l'illusion d'une demande ou offre importante. Il peut s'agir d'un corner.
- Une manipulation par la communication. Cela peut passer par une campagne de désinformation. L'effet est d'autant plus fort que l'information est en finance la principale matière première dont se nourrit l'évolution des cours.
- Une manipulation basée sur le conflit d'intérêts, lorsqu'un courtier utilise les ordres de ses clients pour s'enrichir personnellement (voir front running).
- Une manipulation sur des ordres non exécutés : la technique du spoofing consiste à retirer un ordre juste avant qu'il soit exécuté.

Le point commun des types de manipulations boursières est qu'ils utilisent à leur profit les réactions qu'ils provoquent sur le marché.
La manipulation est également facilitée au moment ou la liquidité est la plus faible.

## Exemples
Un exemple de manipulation de cours est donné en 2005 par l’affaire C‑445/09 pour laquelle le College van Beroep voor het bedrijfsleven a introduit une demande de décision préjudicielle. Dans cette affaire, une société de négociation des valeurs mobilières pour son propre compte, connaissant l'existence d'un ordre de vente d’ABN AMRO à déclenchement à seuil qui serait exécuté si le cours passait à 77,75 euros, a placé un ordre d'achat "caché" à un seuil de 73 euros proche de seuil de suspension du cours alors que le cours était supérieur à 80 euros. La société a alors vendu des actions à 76,50 euros enclenchant une baisse de cours. La baisse de cours a permis d'acheter des actions à 73 euros et de réaliser un gain de 10% en quelques minutes. La cour estime que même de courte durée, une manipulation de cours est une  manipulation de cours.

## Réglementation européenne
La directive 2003/6/CE du 28 janvier 2003 sur les opérations d'initiés et les manipulations de marché (abus de marché) définit les «manipulations de marché» par trois comportements. Elle est supplantée par le règlement (UE) no 596/2014 sur les abus de marché.
En 2011, le législation est mise à jour, à la suite de la mondialisation et de l'utilisation des nouvelles technologies par les nouvelles plateformes.
Différents textes européens concerne la manipulation de marché:
- le règlement (UE) no 596/2014 sur les abus de marché qui supplante la directive 2003/6/CE du 28 janvier 2003 sur les opérations d'initiés et les manipulations de marché
- le règlement délégué (UE) 2016/522

## Dérivés
Alors que la manipulation boursière concerne la bourse, la «manipulations de marché» peut aussi concerner le marché de l'électricité.
En 2007, le cours de l'Euribor sur lequel influe le cours de l'EIRD avait été manipulé par des accords bilatéraux.